# Жирув
Жирув (пол. Żyrów) — село в Польщі, у гміні Хинув Груєцького повіту Мазовецького воєводства.
Населення — 214 осіб (2011).
У 1975-1998 роках село належало до Радомського воєводства.

## Демографія
Демографічна структура станом на 31 березня 2011 року:
|          | Загалом | Допрацездатний вік | Працездатний вік | Постпрацездатний вік |
| -------- | ------- | ------------------ | ---------------- | -------------------- |
| Чоловіки | 109     | 24                 | 79               | 6                    |
| Жінки    | 105     | 17                 | 57               | 31                   |
| Разом    | 214     | 41                 | 136              | 37                   |